# Werner Renfer
Werner Renfer, né le 16 juin 1898 à Corgémont et décédé le 27 mars 1936 à Saint-Imier, est un écrivain suisse. Poète, romancier, nouvelliste, chroniqueur et journaliste, il fut aussi un excellent ingénieur-agronome.

## Biographie
Le jeune homme se destine à la carrière littéraire. Mais son père, paysan proche de sa terre, lui choisit contre son gré les études d'agronomie à l'École polytechnique fédérale de Zurich. Pourvu d'un diplôme d'ingénieur agronome, il refuse pourtant un poste alléchant à Rome pour devenir rédacteur du petit journal local de Saint-Imier, Le Jura bernois. Il collabore au Paysan jurassien. On découvre sa signature dans La Patrie suisse, Lectures du foyer, Reflets, la Revue transjurane. En 1933, il publie ses trois œuvres majeures, Hannebarde, La beauté du monde et La tentation de l'aventure.

## Extrait poétique
Vous, sentiers, je vous reconnais enfin !

La fougère est humide au fil de l'heure qui tombe,

l'urne ocre aux plis des monts est pleine de remembrance,

vous venez à moi, sentiers, dans la verdure étagée,

et le fier tombereau de ma vie s'emplit de rivières.
Vous, sentiers (de La Beauté du Monde)